# Льюис, Дэвид (актёр)
Дэвид Льюис (англ. David Lewis; 19 октября 1916 — 11 декабря 2000) — американский актёр.

## Биография
Дэвид Льюис родился в Питтсбурге, Пенсильвания.
Льюис дебютировал на телевидении в 1949 году в шоу Captain Video и His Video Rangers, а на большом экране он впервые появился в 1956 году в фильме «Алый час». Также Льюис снимался в фильме «Квартира» (1960) и эпизодах таких сериалов как «Альфред Хичкок представляет», «Моя жена меня приворожила», «Перри Мейсон», «Дочь фермера» и других.
В 1978 году Льюис присоединился к актёрскому составу мыльной оперы «Главный госпиталь», получив роль Эдварда Куотермейна. В 1982 году за эту работу он стал обладателем дневной премии «Эмми» как лучший актёр второго плана. В 1987—1991 годах Льюис не снимался в сериале из-за проблем со здоровьем, по сюжету в течение этих лет его герой считался мёртвым. Затем Льюис вернулся в шоу на непродолжительное время, и летом 1993 года он заявил, что он уходит из мыльной оперы навсегда.
Льюис умер в Вудленд-Хиллз, Калифорния, после продолжительной болезни.

## Избранная фильмография
| Год       |   | Русское название            | Оригинальное название               | Роль                         |
| --------- | - | --------------------------- | ----------------------------------- | ---------------------------- |
| 1956      | ф | Алый час                    | The Scarlet Hour                    | доктор Сэм Линбери           |
| 1957—1965 | с | Перри Мейсон                | Perry Mason                         | разные перонажи              |
| 1960      | ф | Квартира                    | The Apartment                       | Эл Киркеби                   |
| 1960—1962 | с | Альфред Хичкок представляет | Alfred Hitchcock Presents           | Эд Болинг / Джим             |
| 1961—1964 | с | Приключения Оззи и Харриет  | The Adventures of Ozzie and Harriet | Дин Харрис                   |
| 1962      | ф | Кид Галахад                 | Kid Galahad                         | Отто Данциг                  |
| 1963      | с | Шоу Энди Гриффита           | The Andy Griffith Show              | доктор Харрисон Эверетт Брин |
| 1966      | с | Моя жена меня приворожила   | Bewitched                           | Марк Роббинс                 |
| 1966—1968 | с | Бэтмен                      | Batman                              | начальник тюрьмы Крайтон     |
| 1967      | с | Бонанза                     | Bonanza                             | Гиблин                       |
| 1968      | ф | Бостонский душитель         | The Boston Strangler                | судья Шрёдер                 |
| 1969      | с | Эта девушка                 | That Girl                           | Роберт Эл Прентис            |
| 1973      | с | ФБР                         | The F.B.I.                          | Ральф Уэлнер                 |
| 1973      | с | Улицы Сан-Франциско         | The Streets of San Francisco        | доктор Уолден                |
| 1978      | с | Досье детектива Рокфорда    | The Rockford Files                  | Бертон Вудрафф               |
| 1979—1993 | с | Главный госпиталь           | General Hospital                    | Эдвард Куотермейн            |
| 1987      | с | Блюз Хилл-стрит             | Hill Street Blues                   | свидетель                    |